# Azadón (Cimanes del Tejar)
Azadón es una localidad española perteneciente al municipio de Cimanes del Tejar, en la provincia de León, comunidad autónoma de Castilla y León. En 2022 contaba con 33 habitantes.

## Geografía

### Ubicación
| Noroeste: Llamas de la Ribera | Norte: Secarejo        | Noreste: Secarejo          |
| Oeste: Llamas de la Ribera    |                        | Este: Ferral del Bernesga  |
| Suroeste Cimanes del Tejar    | Sur: Cimanes del Tejar | Sureste: Cimanes del Tejar |

## Demografía
Evolución de la población
| Gráfica de evolución demográfica de Azadón entre 2000 y 2022       |
|                                                                    |
| Población de derecho (2000-2022) según el padrón municipal del INE |